# Дівінополіс (мікрорегіон)

Дивинополис на карті штату Мінас-Жерайс

Дівінополіс (порт. Microrregião de Divinópolis) — мікрорегіон в Бразилії, входить в штат Мінас-Жерайс. Складова частина мезорегіону Захід штату Мінас-Жерайс. Населення становить 449 710 чоловік на 2006 рік. Займає площу 5090,728 км². Густота населення — 88,3 чол./км².

## Склад мікрорегіону
До складу мікрорегіону включені наступні муніципалітети:
1. Клаудіу
2. Консейсан-ду-Пара
3. Дівінополіс
4. Ігаратінга
5. Ітауна
6. Нова-Серрана
7. Пердіган
8. Санту-Антоніу-ду-Монті
9. Сан-Гонсалу-ду-Пара
10. Сан-Себастьян-ду-Уесті

| Бразилія | Це незавершена стаття з географії Бразилії. Ви можете допомогти проєкту, виправивши або дописавши її. |